# Panzerfaust (musikalbum)
Panzerfaust är ett musikalbum av det norska black metal-bandet Darkthrone, utgivet 1995 av skivbolaget Moonfog Productions. Panzerfaust är Darkthrones femte fullängds studioalbum.

## Låtlista
1. "En vind av sorg" – 6:21
2. "Triumphant Gleam" – 4:25
3. "The Hordes of Nebulah" – 5:33
4. "Hans siste vinter" – 4:50
5. "Beholding the Throne of Might" – 6:07
6. "Quintessence" – 7:38
7. "Snø og granskog (Utferd)" – 4:09

- Musik: Darkthrone (alla låtar)
- Text: Fenriz (spår 1 – 5), Varg Vikernes (spår 6), Tarjei Vesaas (spår 7)

## Medverkande
Musiker (Darkthrone-medlemmar)
- Nocturno Culto (Ted Arvid Skjellum) – sång
- Fenriz (Gylve Fenris Nagell) – trummor, gitarr, basgitarr, keyboard, tal

Produktion
- Fenriz – omslagsdesign
- Nofagem – omslagsdesign
- Sigurd Wongraven – omslagsdesign
- Tomas Lindberg – logo
- Mary-Ann Manninen – foto